# Rennes School of Business
Rennes School of Business o Rennes (in precedenza École supérieure de commerce de Rennes, ESC Rennes) è una business school fondata a Rennes nel 1990. Rientra nel 1% delle business school con triplo accreditamento AACSB, EQUIS e AMBA.
La scuola ha fondato il 4L Trophy.

## Laureato famoso
- Kabiné Komara, un politico guineano